# Оселівка
Осе́лівка (в минулому — Кишло Неджимова) — село у Лівинецькій сільській громаді Дністровського району Чернівецької області України.

## Географія
Селом протікає річка Дністер.

## Історія
Біля села виявлені оселівські стоянки мисливців кам’яної доби.
За даними на 1859 рік у власницькому селі Кишло Неджимова Хотинського повіту Бессарабської губернії, мешкало 1180 осіб (618 чоловічої статі та 562 — жіночої), налічувалось 174 дворовиз господарств, існувала православна церква.
Станом на 1886 рік у власницькому селі Кишло Неджимова Липканської волості, мешкало 644 особи, налічувалось 112 дворових господарств, існувала православна церква.
З 1918 року по 1940 рік село перебувало у складі Румунії.
По закінченню Другої світової війни село пережило голодомор 1946–1947 років.
Мешканці села зазнали каральної акції операції «Захід».
З 24 серпня 1991 року село входить до складу незалежної України.

## Населення
Згідно з переписом УРСР 1989 року чисельність наявного населення села становила 1135 осіб, з яких 467 чоловіків та 668 жінок.
За переписом населення України 2001 року в селі мешкали 993 особи.

### Мова
Розподіл населення за рідною мовою за даними перепису 2001 року:
| Мова       | Кількість | Відсоток |
| ---------- | --------- | -------- |
| українська | 981       | 99.59%   |
| російська  | 3         | 0.30%    |
| румунська  | 1         | 0.11%    |
| Усього     | 985       | 100%     |

## Відомі уродженці села
- Ботушанський Василь Мефодійович — доктор історичних наук, професор Чернівецького національного університету.
- Захарчук Олександр Іванович – медик, науковець, доктор медичних наук. Народився 8 липня 1962 р. у с. Оселівка Кельменецького району. У 1969 р. з відзнакою закінчив Чернівецький медичний інститут і був направлений на роботу  старшим лаборантом кафедри медичної біології та генетики. У 1993 р. захистив кандидатську дисертацію. З вересня 2000 р. по грудень 2012 р. – доцент кафедри медичної біології та генетики. З січня 2013 р. – професор кафедри медичної біології, генетики та фармацевтичної ботаніки  Буковинського державного медичного університету. Автор понад 400 наукових праць, 3 монографій, 2 підручників, більше 20 навчальних посібників, методичних рекомендацій, 6 деклараційних патентів України, 5 раціоналізаторських пропозицій. Працював заступником декана фармацевтичного факультету, був членом ректорату. Керував аматорським ансамблем пісні й танцю «Трембіта». Нагороджений медаллю «За трудову доблесть». Його біографія  і фото ввійшли до енциклопедичного видання «Випускників славетних імена» до 70-річчя Буковинського державного медичного університету.( Юхим Гусар).
- Продан Семен — Український педагог, літератор. Народився 07.02.1934 р., с. Оселівка, тепер Кельменецького району. Закінчив педучилище та університет у Чернівцях. Працював учителем української мови та літератури у Глибоцькій СШ № 1. Поезії друкувалися у газетах: «Радянська Буковина», «Молодий буковинець», «Радянська освіта», «Комсомольське плем'я», журналі «Ранок»; збірках: «Молодий день», «Ранковий клич». Вірші увійшли до двотомника «Самоцвіти» (видавництво «Молодь», 1996). Переможець поетичних конкурсів журналу «Українська мова та література в школі» і газети «Крайова освіта». Автор книг «Стежина» (1995), «На крилах волі» (2002). Помер 01.06.2002 р., смт Глибока Чернівецької області. (Юхим Гусар).
- Бринзанський Ігор Леонідович (1977—2022)  — молодший сержант збройних сил України, учасник російсько-української війни. Повний кавалер ордена «За мужність».